# Antoni Milambo
Antoni-Djibu Milambo (Rotterdam, 3 april 2005) is een Nederlands voetballer die bij voorkeur als middenvelder speelt. Hij verruilde in 2025 Feyenoord voor Brentford FC voor medio 25 miljoen en heeft aldaar een contract tot medio 2030.

## Clubcarrière

### Feyenoord
Milambo begon met voetballen bij SV DEHMusschen in Rotterdam-Zuid. In 2014 maakte hij de overstap naar de Feyenoord Academy. Tijdens de voorbereiding op het seizoen 2021/22 werd Milambo door hoofdtrainer Arne Slot, samen met onder andere Lennard Hartjes, bij het eerste elftal genomen. Hij mocht onder andere minuten maken in oefenwedstrijden tegen Werder Bremen en Atlético Madrid.
Milambo maakte op 12 augustus 2021 zijn officiële debuut voor de Rotterdammers in de voorronde van de UEFA Europa Conference League tegen Luzern (3-0). In de 76e minuut kwam hij als invaller binnen de lijnen. Hij verving Luis Sinisterra en werd daardoor de jongste debutant ooit namens de club, een record dat hij overneemt van Georginio Wijnaldum.
Op 2 april 2023 maakte Milambo ook zijn Eredivisiedebuut. Hij viel in de blessuretijd van de met 1-3 gewonnen uitwedstrijd bij Sparta Rotterdam in.

### Brentford FC
Op 3 juli 2025 werd bekend dat Milambo Feyenoord verruild voor Brentford voor circa 25 miljoen Euro. Hij tekent een contract voor 5 jaar met een optie voor 1 jaar erbij bij de Engelse club uitkomend in de Premier League.

## Clubstatistieken
| Seizoen                   | Club           | Competitie     | Competitie | Competitie | Beker | Beker | Internationaal | Internationaal | Overig | Overig | Totaal | Totaal |
| Seizoen                   | Club           | Competitie     | Wed.       | Dlp.       | Wed.  | Dlp.  | Wed.           | Dlp.           | Wed.   | Dlp.   | Wed.   | Dlp.   |
| ------------------------- | -------------- | -------------- | ---------- | ---------- | ----- | ----- | -------------- | -------------- | ------ | ------ | ------ | ------ |
| 2021/22                   | Feyenoord      | Eredivisie     | 0          | 0          | 0     | 0     | 2              | 0              | 0      | 0      | 2      | 0      |
| 2022/23                   | Feyenoord      | Eredivisie     | 3          | 0          | 0     | 0     | 0              | 0              | 0      | 0      | 3      | 0      |
| 2023/24                   | Feyenoord      | Eredivisie     | 8          | 1          | 2     | 0     | 3              | 0              | 0      | 0      | 13     | 1      |
| 2024/25                   | Feyenoord      | Eredivisie     | 29         | 3          | 3     | 0     | 9              | 3              | 1      | 1      | 42     | 7      |
| Clubtotaal                | Clubtotaal     | Clubtotaal     | 40         | 4          | 5     | 0     | 14             | 3              | 1      | 1      | 56     | 7      |
| 2025/26                   | Brentford FC   | Premier League | 0          | 0          | 0     | 0     | 0              | 0              | 0      | 0      | 0      | 0      |
| Clubtotaal                | Clubtotaal     | Clubtotaal     | 0          | 0          | 0     | 0     | 0              | 0              | 0      | 0      | 0      | 0      |
| Carrièretotaal            | Carrièretotaal | Carrièretotaal | 40         | 4          | 5     | 0     | 14             | 3              | 1      | 1      | 56     | 7      |
| Bijgewerkt op 3 juli 2025 |                |                |            |            |       |       |                |                |        |        |        |        |

## Erelijst
| Eredivisie           | 1x | 2022/23 |
| KNVB Beker           | 1x | 2023/24 |
| Johan Cruijff Schaal | 1x | 2024    |